# Michael Kelly (Sänger)

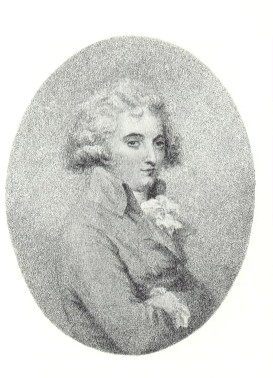
Michael Kelly um 1790

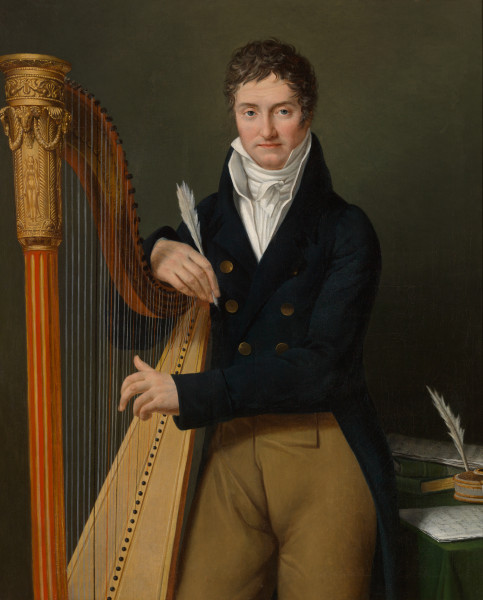
Michael Kelly, Porträt von Adèle Romany, um 1810

Michael Kelly, auch O’Kelly oder italianisiert Signor Ochelli (* 25. Dezember 1762 in Dublin; † 9. Oktober 1826 in Margate) war ein irischer Schauspieler, Opernsänger (Tenor), Komponist und Theatermanager.

## Leben
Er arbeitete mit Richard Sheridan zusammen und war ein Freund und Billardpartner von Mozart. Er kannte Joseph Haydn, Antonio Salieri und Giovanni Paisiello.
Kelly war der Sohn eines Dubliner Weinhändlers. Nach sorgfältiger musikalischer Ausbildung und Bühnendebüt in Dublin ging Kelly 1779 bis 1783 nach Italien, wo er seine Ausbildung vervollständigte. In Neapel durfte er bei Hof singen und wurde Zeuge des Ausbruchs des Vesuvs von 1779. 1783 bis 1787 hielt er sich in Wien auf und sang am Hoftheater. 1786 spielte er die Rollen des Basilio und Don Curzio in der Erstaufführung von Die Hochzeit des Figaro. Danach lebte er in London und wurde Erster Tenor am Drury Lane Theatre.
Hauptquelle für sein Leben sind die mit der Hilfe von Theodore Hook entstandenen 1826 publizierten Reminiscences, ein unterhaltsames, aber sachlich nicht immer zuverlässiges Memoirenwerk. Das nach Notizen Kellys entstandene Buch enthält zahlreiche Angaben über Aufführungsanweisungen Wolfgang Amadeus Mozarts.